# Témiscamingue
Pour les articles homonymes, voir Témiscamingue (homonymie).
Le Témiscamingue est une municipalité régionale de comté (MRC) du Québec située dans la région administrative de l'Abitibi-Témiscamingue, créée le 15 avril 1981.

## Toponymie
Le toponyme algonquin de la région est Temi Kami, quant au « comté du Témiscamingue », cela se traduit par Temi Kami Aki

## Géographie
Son chef-lieu est la municipalité de Ville-Marie.
Le sommet le plus élevé est le mont Wakwik. Il est situé au nord-ouest du Québec dans la région sud-ouest du Témiscamingue. Cette montagne d'une altitude de 426 mètres est enclavée dans la ZEC (Zone d'Exploitation Contrôlée) Kipawa. Elle se situe au Nord du lac Grindstone, au Sud du lac Pommeroy, à l'Est du parc national d'Opémican au réservoir Kipawa et à l'Ouest du Grand-Lac-Kikwissi. Ce nom « Wakwik » d'origine algonquine signifie « Montagne céleste ». Il y a déjà eu une tour à feu entre le lac Pommeroy et le lac À-la-Truite.

### Entités territoriales
La MRC est formée de vingt municipalités locales et de deux territoires non organisés. Son territoire inclut aussi deux réserves indiennes ainsi que deux établissements indiens qui n'en font pas juridiquement partie.
| Nom                     | Statut                       | Population 2021 | Superficie (km2) | Densité (h/km2) | Ref. |
| ----------------------- | ---------------------------- | --------------- | ---------------- | --------------- | ---- |
| Belleterre              | Ville                        | 285             | 551,02           | 0,52            |      |
| Béarn                   | Municipalité                 | 708             | 501,79           | 1,41            |      |
| Duhamel-Ouest           | Municipalité                 | 945             | 128,2            | 7,37            |      |
| Fugèreville             | Municipalité                 | 326             | 167,6            | 1,95            |      |
| Guérin                  | Municipalité de canton       | 333             | 208,39           | 1,6             |      |
| Hunter's Point          | Établissement indien         | 5               | 1,22             | 4,1             |      |
| Kebaowek                | Réserve indienne             | 326             | 0,27             | 1 207,41        |      |
| Kipawa                  | Municipalité                 | 446             | 47               | 9,49            |      |
| Laforce                 | Municipalité                 | 266             | 587,4            | 0,45            |      |
| Laniel                  | Territoire non organisé      | 89              | 540              | 0,16            |      |
| Latulipe-et-Gaboury     | Municipalité de cantons unis | 320             | 298,3            | 1,07            |      |
| Laverlochère-Angliers   | Municipalité                 | 947             | 399,04           | 2,37            |      |
| Lorrainville            | Municipalité                 | 1 286           | 87,2             | 14,75           |      |
| Moffet                  | Municipalité                 | 206             | 431,36           | 0,48            |      |
| Notre-Dame-du-Nord      | Municipalité                 | 1 090           | 89,6             | 12,17           |      |
| Nédélec                 | Municipalité de canton       | 340             | 372,7            | 0,91            |      |
| Rémigny                 | Municipalité                 | 287             | 990,7            | 0,29            |      |
| Saint-Bruno-de-Guigues  | Municipalité                 | 1 185           | 186,46           | 6,36            |      |
| Saint-Eugène-de-Guigues | Municipalité                 | 458             | 116,1            | 3,94            |      |
| Saint-Édouard-de-Fabre  | Municipalité de paroisse     | 671             | 216,3            | 3,1             |      |
| Témiscaming             | Ville                        | 2 368           | 718,49           | 3,3             |      |
| Timiskaming             | Réserve indienne             | 541             | 1 852            | 0,29            |      |
| Ville-Marie             | Ville                        | 2 464           | 12,5             | 197,12          |      |
| Winneway                | Établissement indien         | 261             | 0,48             | 543,75          |      |
| Total                   | Total                        | 16 132          | 19 154,1         | 0,84            |      |

## Histoire
L'histoire de peuplement de la région du Témiscamingue remonte à plus de 600 ans. Obadjiwan-Fort-Témiscamingue servit de poste de traite important de la Compagnie de la Baie d'Hudson et ce, depuis le XVIIe siècle. Elle fut une colonie de peuplement du Québec et la première ville Ville-Marie fut fondée en 1886. Le musée de Guérin traite la ruralité québécoise dans les années 1940 et 1950.

## Administration
Lors des élections générales municipales de 2009, la MRC fut l'une des treize à élire son préfet au suffrage universel. Le premier candidat élu est Arnaud Warolin, la préfecture est assumée depuis novembre 2017 par Claire Bolduc.
De la création de la MRC de Témiscamingue en 1981 jusqu'à l'implantation de l'élection du préfet au suffrage universel en 2009, quatre préfets avaient occupé ce siège au Conseil de MRC. Ceux-ci étaient nommés par l'ensemble des maires du territoire.
Il s'agit de :
- Gaston Carpentier, maire de Béarn, juin 1981 à juillet 1987
- Ronald Lafrenière, maire de Laverlochère, juillet 1987 à novembre 1997
- Philippe Barette, maire de Témiscaming, novembre 1997 à novembre 2005

- Jean-Pierre Charron, maire de Belleterre, novembre 2005 à novembre 2009

## Économie
L'économie du Témiscamingue repose principalement sur l'exploitation des ressources naturelles, quoique 70 % de ses emplois se trouvent dans les commerces et services. La transformation des ressources forestières et l'agriculture y sont particulièrement pratiquées.
Rayonier, anciennement Tembec constitue la principale industrie de la région. Dans la ville de Témiscaming, elle possède une usine de pâte et papier. De plus, Rayonier  possède une usine (scierie) dans la municipalité de Béarn. Quelques-uns se trouvent aussi en Abitibi, ainsi qu’à travers le monde.
Les terres fertiles autour du lac Témiscamingue en font l’une des principales régions agricoles de l'ouest du Québec. L'industrie laitière y est l'industrie agroalimentaire la plus présente avec plusieurs fermes d'exploitation laitière de même qu'une usine de transformation du lait en beurre, Parmalat, à Laverlochère-Angliers. Une marque de fromage produite à Lorrainville, le Fromage au Village, commence également à se démarquer sur la scène québécoise avec le "Crû du clocher" par exemple. L'industrie maraîchère prend également de l'expansion dans la région, notamment à Saint-Eugène-de-Guigues, où les terres sablonneuses favorisent la culture de la pomme de terre. À Saint-Bruno-de-Guigues, l'entreprise L'Éden Rouge y fait la culture de tomates, concombres et laitues. L'industrie chocolatière est aussi installée au Témiscamingue depuis 1982 avec l'entreprise Les Chocolats Martine qui produits du chocolats depuis près de 40 ans. Près de 20 entreprises sont certifiées biologiques au Témiscamingue, une production qui prend également de l'importance sur le territoire.
Compte tenu de la position géographique de la région, le camionnage est également une source importante d'emploi dans le secteur du transport. Ainsi, des produits locaux sont acheminés vers le centre du Québec.
Le tourisme, notamment les activités de chasse et pêche, constitue également une importante source de revenu pour la population. Les décors enchanteurs, les pistes de randonnée et les produits du terroir sont parmi les sources d'attraction. De plus, culturellement parlant, la région vibre de talents avec ses brillants chanteurs, musiciens, écrivains et peintres. La biennale internationale d'arts miniatures est notamment un attrait touristique de grande envergure attirant des artistes de plusieurs pays. Le Rodéo du Camion est également un évènement favorisant le tourisme en attirant des camionneurs de partout à travers le Québec, l'Ontario, le Canada et les États-Unis.
L'industrie forestière y est agonisante, toutes les scieries de la région ont fermé leurs portes. En novembre 2010, 5 000 personnes ont manifesté à Ville-Marie, la capitale du Témiscamingue.

## Éducation
- Commission scolaire du Lac-Témiscamingue